# Paranapiacaba requenai
Paranapiacaba requenai es una especie de insecto coleóptero de la familia Chrysomelidae.
Fue descrita científicamente en 1997 por Bechyne.